# جزيرة بوف
```
جزيرة بوف
 جزيرة في 
القارة القطبية الجنوبية
، تتبع لمجموعة جزر 
أرخبيل بالمر
.
[
1
]
[
2
]
[
3
]
 تقع على بعد 
3 ميل بحري (6
 
كـم)
 جنوب غرب جزر جوبين و 
10.5 ميل بحري (19
 
كـم)
 جنوب غرب كيب موناكو و
جزيرة أنفيرس
 في الطرف الجنوبي الغربي 
لأرخبيل بالمر
 . من المرجح أن الجزيرة اكتشفت لأول مرة عام 1936 من قبل بعثة غراهام لاند البريطانية بقيادة جون ريميل .
```